# Mag Mell
Mag Mell ("planura da alegria") na mitologia irlandesa é um reino mítico onde só se podia chegar através da morte e/ou glória (ver também Tír na nÓg e Ablach). Diferentemente do mundo inferior de algumas mitologias, Mag Mell era um recanto paradisíaco, identificado ou como uma ilha a oeste da Irlanda ou como um reino sob o oceano. Em sua versão insular, foi visitada por vários heróis e monges irlandeses, formando a base do Mito da Aventura ou "echtrae", conforme definido por Myles Dillon em seu livro Early Irish Literature. Este "Outro Mundo" é um lugar onde doença e morte não existem, é um lugar de eterna juventude. Lá, a felicidade dura para sempre e não se precisa comer ou beber. É o equivalente céltico dos Campos Elísios grego ou do Valhalla nórdico.